# Loulou Lassen
Loulou Lassen, född 1876, död 1947, var en dansk journalist. 
Hon var anställd vid Dannebrog 1899-1910. Hon var pionjär som den kanske första kvinnliga reportern i Danmark, då kvinnliga journalister förut endast hade fått sköta mode- eller kvinnosidan.